# Handball-Bayernliga 1971/72
Die Saison 1971/72 der Handball-Bayernliga war die vierzehnte Spielzeit der höchsten bayerischen Handballliga, die unter dem Dach des „Bayerischen Handballverbandes“ (BHV) organisiert wurde und als dritthöchste Spielklasse im deutschen Ligensystem eingestuft war.

## Saisonverlauf
Meister wurde der Post SV Regensburg, der sich aber bei den Aufstiegsspielen gegen den württembergischen Meister TV 1893 Neuhausen nicht durchsetzen konnte. Die Vizemeisterschaft ging an den TSV München-Ost. Absteiger war der TV Coburg-Neuses.

### Teilnehmer
An der Bayernliga 1971/72 nahmen 8 Mannschaften teil. Neu in der Liga waren der TSV München Ost und die TB 1888 Erlangen, beides Aufsteiger aus der untergeordneten Landesverbandsliga Bayern. Nicht mehr dabei war der Aufsteiger TSV Zirndorf und der Absteiger TV Coburg-Neuses (Handball) aus der Vorsaison.

### Modus
Es wurde eine Hin- und Rückrunde gespielt. Platz eins war der Bayerische Meister mit Teilnahmerecht an den Aufstiegsspielen zur Regionalliga Süd 1972/73. Platz acht musste als Absteiger den Weg in die untergeordnete Landesverbandsliga antreten.

### Abschlusstabelle

Bereich des „Bayer. Handballverbandes“ (BHV)

Saison 1971/72 
|    | Mannschaft           | Spiele | Punkte |
| -- | -------------------- | ------ | ------ |
| 1. | Post SV Regensburg   | 14     | 22:6   |
| 2. | TSV München-Ost (N)  | 14     | 16:12  |
| 3. | TG 1848 Würzburg     | 14     | 15:13  |
| 4. | TB 1888 Erlangen (N) | 14     | 15:13  |
| 5. | Regensburger TS      | 14     | 12:16  |
| 6. | TV 1848 Erlangen     | 14     | 11:17  |
| 7. | SV 1880 München      | 14     | 11:17  |
| 8. | 1. FC Nürnberg       | 14     | 10:18  |

(N) = Neu in der Liga (Aufsteiger) 

 Meister  mit Teilnahmeberechtigung für die Aufstiegsspiele
 zur Handball-Regionalliga Süd 1972/73
 „Für die Bayernliga 1972/73 qualifiziert“ 
  „Absteiger“

## Handball-Bayernliga (Frauen) 1971/72
- Bayerischer Meister
- Regionalliga-Aufsteiger  1. FC Nürnberg
- Regionalliga-Aufsteiger FC Bayern München